# بوبي بروس
بوبي بروس (بالإنجليزية: Bobbie Bruce)‏ (29 يناير 1906 في المملكة المتحدة - 1978) هو لاعب كرة قدم بريطاني (وحمل سابقاً جنسية المملكة المتحدة لبريطانيا العظمى وأيرلندا) في مركز مهاجم داخلي. شارك مع منتخب اسكتلندا لكرة القدم. أما مع النوادي، فقد لعب مع إيبسويتش تاون وشيفيلد وينزداي ونادي أبردين ونادي ميدلزبره وMossley A.F.C. ‏.